# Jan Akkerman
Jan Akkerman (Ámsterdam, 24 de diciembre de 1946) es un guitarrista holandés. Fue miembro de la banda Focus desde 1969 hasta 1976.

## Biografía
Jan Akkerman comenzó a tocar la guitarra a los cinco años; su padre era guitarrista. También aprendió a tocar el acordeón, alentado por su madre. Años más tarde, Akkerman se volcó decididamente a la guitarra, aunque también aprendió teclados y saxo. Cursó sus estudios musicales en el Liceo de Música de Ámsterdam durante cinco años, donde había ganado una beca. En su adolescencia sus intereses se volcaron al rock, y a temprana edad tocó en grupos como The Friendship Sextet, The Shaking Hearts, y Johnny and The Cellar Rockers (nombre que luego cambiaría a Johnny and The Hunters, y finalmente a The Hunters).
 En 1968, Akkerman fue contratado para tocar en la grabación del álbum del vocalista Kazimierz (Kaz) Lux, junto con Pierre van der Linden en percusión y André Reynen en bajo. Fue así como los cuatro formaron el grupo Brainbox, cuyo único álbum fue editado a fines de 1969. Debido a la participación de Akkerman con el Thijs van Leer Trio, el representante de Brainbox, John van Setten, despidió a Akkerman de Brainbox. Akkerman se integró al trío, y el cuarteto adoptó el nombre Focus.

## Discografía
- Guitar for Sale - 1973
- Profile - 1973
- Tabernakel - 1973
- Eli (con Kaz Lux) - 1977
- Jan Akkerman - 1977
- Aranjuez (con Claus Ogerman) - 1978
- Live - 1978
- Jan Akkerman 3 - 1979
- The Best of Jan Akkerman and Friends - 1979
- Transparental (con Kaz Lux) - 1980
- Oil In The Family - 1980
- Pleasure Point - 1980
- It Could Happen To You - 1982
- Can't Stand Noise - 1983
- From the Basement - 1984
- The Noise Of Art - 1990
- Puccini's Café - 1993
- Blues Hearts - 1994
- The Guitar Player - 1996
- Focus in Time - 1996
- 10,000 Clowns On A Rainy Day - 1997
- Live at the Priory - 1998
- Passion - 1998
- Live at Alexander's - 1999
- C.U. - 2003
- Live in Concert -2008
- Fromage A Trois - 2009
- Jazzah! (EP) - 2009
- Minor Details - 2011
- North Sea Jazz - 2013
- Close Beauty - 2019